# BepiColombo
BepiColombo — спільна автоматична космічна місія до Меркурія Європейської космічної агенції (ЄКА) і Японського агентства аерокосмічних досліджень (JAXA). Місія складається з двох космічних апаратів, які запущені разом: Mercury Planetary Orbiter (MPO) та Mio (Mercury Magnetospheric Orbiter, MMO). Місія здійснить всебічне дослідження Меркурія: магнітне поле, магнітосферу, структуру і поверхню. Запуск успішно здійснено 20 жовтня 2018 року у 01:45 UTC, прибуття до Меркурія планується у грудні 2025 року, після обльоту Землі, двох обльотів Венери і шістьох обльотів Меркурія. Місія була затверджена у листопаді 2009-го, після років планування і має стати частиною програми ЄКА Horizon 2000+. Це остання місія за цією програмою.

## Місія
BepiColombo названо на честь італійського математика та інженера Джузеппе Коломбо (1920—1984) з Падуанського університету, відомого під ім'ям «Bepi Colombo». Він розробив теорію гравітаційного маневру, яка застосовується для польотів космічних апаратів до інших планет. Коломбо брав участь у розробці траєкторії корабля «Марінер-10» — космічного апарата, який другий зробив гравітаційний маневр (поблизу Венери).
Апарати мають вийти на орбіту Меркурія 5 грудня 2025 р., Mio та MPO відділяться й досліджуватимуть Меркурій протягом року з можливим подовженням ще на рік. Вони будуть обладнані науковими інструментами країн ЄС і Японії. Інструменти мають вивчити велике металеве ядро планети (~3/4 радіусу) і здійснити картографування гравітаційного й магнітного полів. Росія забезпечить інструменти: гамма- та нейтронний спектрометр для виявлення водяного льоду у полярних кратерах, які постійно перебувають у тіні[джерело?].
Меркурій надто малий і гарячий для його гравітації, щоб зберегти атмосферу впродовж тривалого періоду. Він має «слабу поверхневу екзосферу», яка складається з водню, гелію, кисню, натрію, кальцію, калію. Екзосфера планети не стабільна, атоми постійно втрачаються і поповнюються з різних джерел, місія вивчатиме їх склад і динаміку, зокрема покоління і втрату атомів.

## Цілі
Головні цілі місії:
- Дослідити походження й еволюцію планети, близької до своєї батьківської зорі;
- Дослідити форму планети, структуру, поверхню, геологію, склад і кратери;
- Дослідити склад і зміни в екзосфері планети;
- Дослідити магнітосферу — структуру й динаміку змін;
- Дослідити походження магнітного поля Меркурія;
- Перевірити загальну теорію відносності Ейнштейна вимірюючи параметри гамма і бета параметризованого постньютонівського формалізму з високою точністю[10][11].

## Огляд
Політ триватиме сім років. Попри те, що Меркурій перебуває вдесятеро ближче до Землі, ніж Юпітер, подорож до нього триває приблизно стільки ж часу. Це пов'язано з тим, що апарат BepiColombo має постійно знижувати свою швидкість через потужне гравітаційне тяжіння Сонця. Прибуття до Меркурія очікується у грудні 2025 року. BepiColombo має електроракетні двигуни, випробувані на зонді «Смарт-1». Для економії палива протягом польоту BepiColombo має здійснити чотири гравітаційні маневри в полі тяжіння Місяця, Землі (квітень 2020 року), Венери (2020 і 2021 роки) й шість обльотів Меркурія (2021—2025).

## Етапи
Графік руху місії виглядає так:
| Дата                        | Подія                                 | Коментар                                                       |
| --------------------------- | ------------------------------------- | -------------------------------------------------------------- |
| 20 жовтня 2018, 03:45 UTC+2 | Запуск                                |                                                                |
| 10 квітня 2020, 06:25 UTC+2 | Обліт Землі                           | 1,5 року після запуску.                                        |
| 15 жовтня 2020, 05:58 UTC+2 | Перший обліт Венери                   |                                                                |
| 10 серпня 2021, 15:51 UTC+2 | Другий обліт Венери                   | 1,35 року Венери після першого обльоту Венери.                 |
| 2 жовтня 2021, 01:34 UTC+2  | Перший обліт Меркурія                 |                                                                |
| 23 червня 2022, 11:44 UTC+2 | Другий обліт Меркурія                 | 2 орбіти (3 роки Меркурія) після 1-го обльоту Меркурія.        |
| 19 червня 2023, 21:34 UTC+2 | Третій обліт Меркурія                 | >3 орбіти (4,12 року Меркурія) після 2-го обльоту Меркурія.    |
| 4 вересня 2024, 23:48 UTC+2 | Четвертий обліт Меркурія              | ~4 орбіти (5,04 року Меркурія) після 3-го обльоту Меркурія.    |
| 1 грудня 2024, 16:23 UTC+2  | П'ятий обліт Меркурія                 | 1 орбіта (1 рік Меркурія) після 4-го обльоту Меркурія.         |
| 8 січня 2025, 05:58 UTC     | Шостий обліт Меркурія                 | ~0,43 орбіти (0,43 року Меркурія) після 5-го обльоту Меркурія. |
| Листопад 2026               | Вихід на орбіту Меркурія              | Відділення апарата; 3,75 року Меркурія після 6-го обльоту.     |
| 2027                        | MPO на фінальній дослідницькій орбіті | 1,13 року Меркурія після виходу на орбіту.                     |
| Квітень 2028                | Кінець основної місії                 | 5,82 року Меркурія після виходу на орбіту.                     |
| Квітень 2029                | Кінець розширеної місії               | 9,98 року Меркурія після виходу на орбіту.                     |

## Конструкція

Заплановані орбіти для апаратів Mio і MPO, двох складових місії BepiColombo

Космічний апарат складається з трьох компонентів:
- Mercury Transfer Module (MTM) — рушійна установка, сконструйована Європейським космічним агентством (ЄКА).
- Mercury Planetary Orbiter (MPO) — побудований ЄКА.
- Mercury Magnetospheric Orbiter (Mio) — побудований Агентством аерокосмічних досліджень Японії (ААДЯ).

Головний підрядник ЄКА — Airbus Defence and Space. ЄКА відповідальна за місію загалом, конструкцію, етап збірки і тестування рухової установки і модулей MPO, запуск. Космічний апарат планувалося запустити ракетою-носієм «Аріан-5» у жовтні 2018 року. Він мав подорожувати до Меркурія сім років, застосовуючи іонні двигуни й гравітаційні маневри поблизу Землі та Венери, після чого буде захоплений гравітацією Меркурія. Наземна 35-метрова станція ЄКА Cebreros забезпечуватиме зв'язок з апаратом.

### Mercury Transfer Module

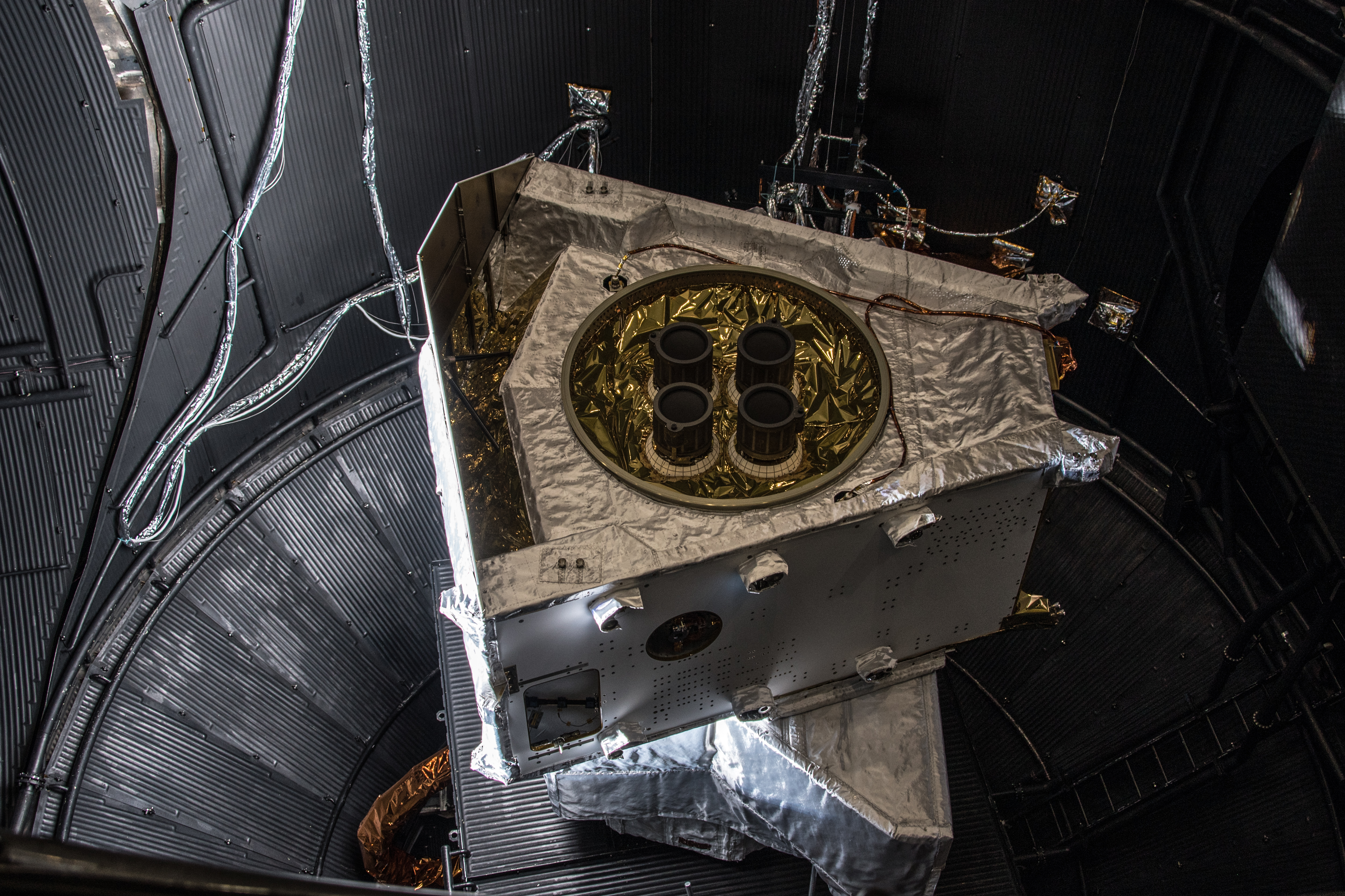
Mercury Transfer Module у великому космічному симуляторі

Mercury Transfer Module (MTM) розташований в основній конструкції. Його мета — нести два орбітальних апарати до Меркурія й технічно їх підтримувати під час подорожі.
МТМ обладнаний двигунами на електричній тязі. Його чотири іонні двигуни QinetiQ T6 здатні працювати по одному або у парах і генерують тягу у 290 мН. Під час запуску T6 мали бути найпотужнішими іонними двигунами, які працювали в космосі. MTM використовуватиме електричну енергію від 14-метрових сонячних панелей. Залежно від відстані до Сонця потужність батарей становитиме від 7 до 14 кВт, кожен Т6 потребує від 2,5 до 4,5 кВт для необхідного рівня тяги.
Сонячна електрична рушійна система зазвичай має дуже високий питомий імпульс і низьку тягу. Це призводить до профілю польоту з довгими фазами повільного гальмування (протягом місяців), які перериваються гравітаційними маневрами довкола планет, щоб поступово зменшити швидкість космічного зонда. Перед виходом на орбіту Меркурія, МТМ буде від'єднано від корпусу космічного зонда. Після відділення МТМ забезпечить Mio всі необхідні ресурси для доставки зонда на орбіту, від'єднання Mio від MPO має здійснюватись за допомогою спеціального пристрою.

### Mercury Planetary Orbiter

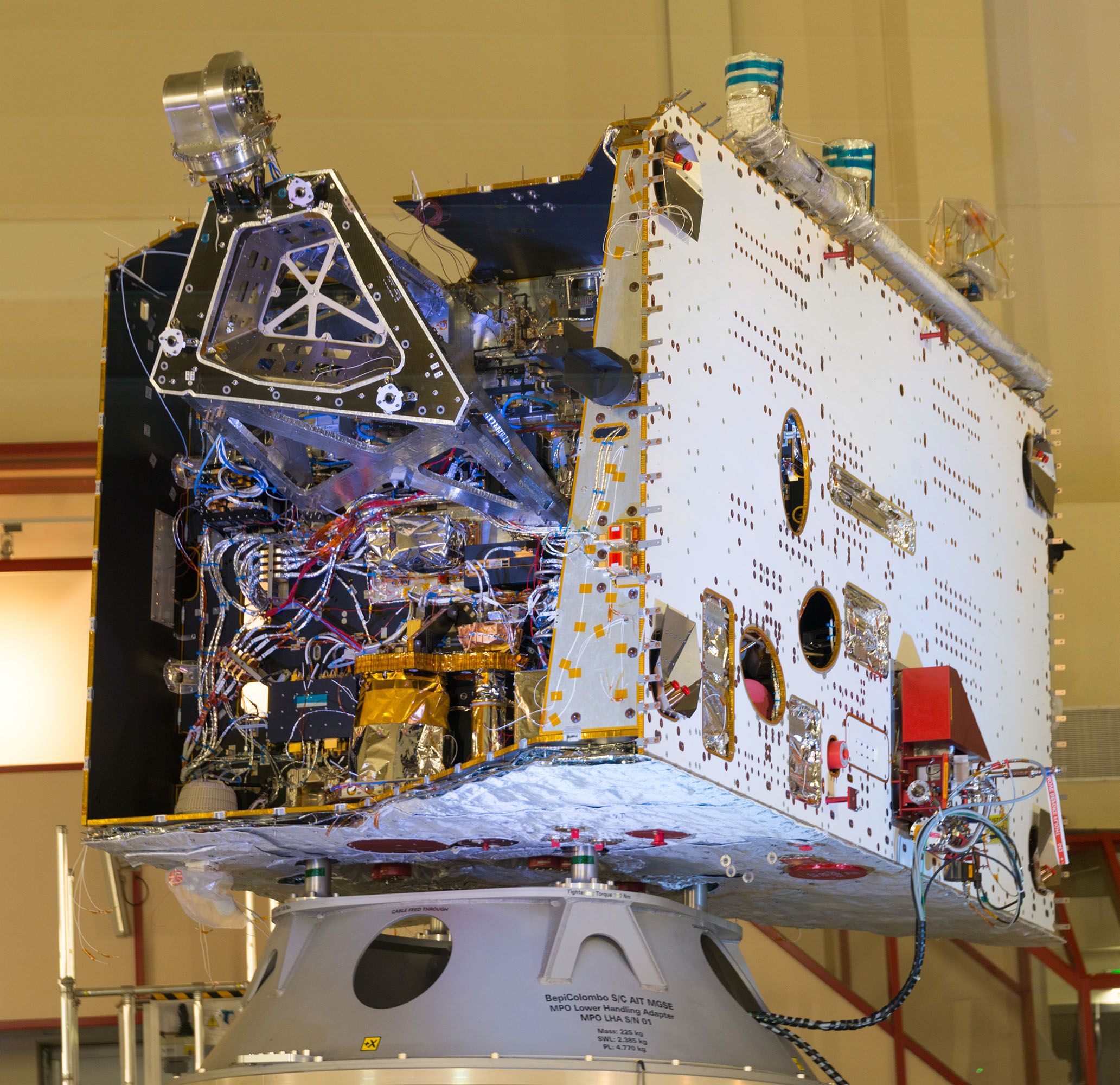
Mercury Planetary Orbiter у великому космічному симуляторі

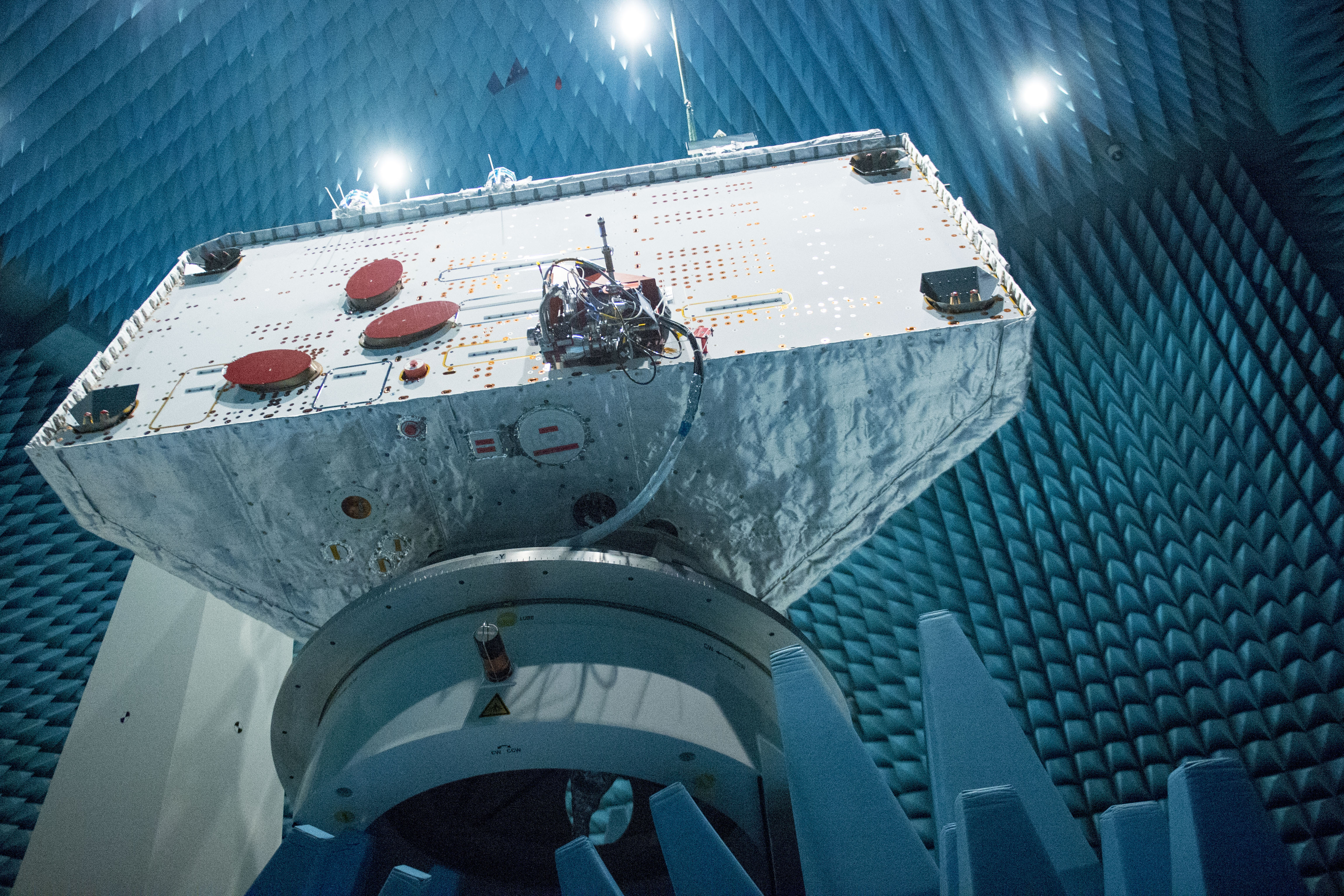
Радіо тестування орбітального апарата BepiColombo

Mercury Planetary Orbiter (MPO) важитиме 1150 кг і використовуватиме сонячні панелі, які будуть здатні генерувати 1 кВт за участі оптичних сонячних рефлекторів для збереження температури нижче 200 °C. Сонячні панелі мають бути направлені до Сонця за низького кута падіння світла, щоб отримати достатню потужність, одночасно обмежуючи температуру.
MPO матиме 11 наукових інструментів: камери, спектрометри (інфрачервоний, ультрафіолетовий, гамма, рентгенівський), радіометр, лазерний альтиметр, магнітометр, аналізатор часток, Ka-діапазонний транспондер, акселерометр. Наукові інструменти вмонтовані з надирної сторони космічного апарата для досягнення низької температури детекторів, окрім спектрометрів MERTIS і PHEBUS, які розташовані на головному радіаторі для забезпечення ширшого поля огляду.
Високочастотна 1-метрова антена з тепловим захистом закріплена на короткій стрілі з зенітної сторони апарата. Система зв'язку працює у Ка- та Х-діапазонах зі швидкістю передачі даних 50 кбіт/с (1550 Гб/рік). Наземна станція ЄКА «Цереброс» із 35-метровою антеною має бути головним центром зв'язку впродовж всієї місії.

#### Наукові інструменти
Має 11 наукових приладів:
- BELA (BepiColombo Laser Altimeter) — побудований Швейцарією і Німеччиною.
- ISA (Italian Spring Accelerometer) — побудований Італією.
- MERMAG (Mercury Magnetometer) — побудований Німеччиною і Великою Британією.

- MERTIS-TIS (Mercury Thermal Infrared Spectrometer) — побудований Німеччиною.
- MIXS (Mercury Imaging X-ray Spectrometer) — побудований Великою Британією і Фінляндією.
- MORE (Mercury Orbiter Radio science Experiment) — побудований Італією і США.
- SERENA (Search for Exosphere Refilling and Emitted Neutral Abundances (Neutral and ionised particle analyser)) — побудований Італією, Швецією, Австрією, США, має у складі Strofio mass spectrometer за програмою НАСА Discovery.
- SIMBIO-SYS (Spectrometers and Imagers for MPO BepiColombo Integrated Observatory System — High resolution and stereo cameras, visual and near infrared spectrometer) — побудований Італією, Францією і Швейцарією.
- SIXS (Solar Intensity X-ray Spectrometer) — побудований Фінляндією і Великою Британією.
- PHEBUS (Probing of Hermean Exosphere by Ultraviolet Spectroscopy)[19] — ультрафіолетовий спектрометр для вимірювання складу і динаміки екзосфери Меркурія. Головний розробник — Національний центр космічних досліджень Франції. Розробка відділу фізики планет ІКД РАН — вхідний оптичний блок із системою наведення приладу в заданому напрямку. Так само в розробці бере участь Японія.
- МГНС (Меркуріанський гамма- та нейтронний спектрометр) або MGNS (Mercury Gamma ray and Neutron Spectrometer)[20]. Завдання: вивчення елементного складу речовини поверхні Меркурія, що дозволить уточнити уявлення про утворення і еволюцію планети; виміри відносини калію до торію та зіставлення цієї величини з тими, що відомі на інших планетах земної групи, а також вивчення полярних районів Меркурія і зіставлення їх із полярними районами Місяця. Прилад розроблений у відділі ядерної планетології ІКД РАН.

### Mio (Mercury Magnetospheric Orbiter)

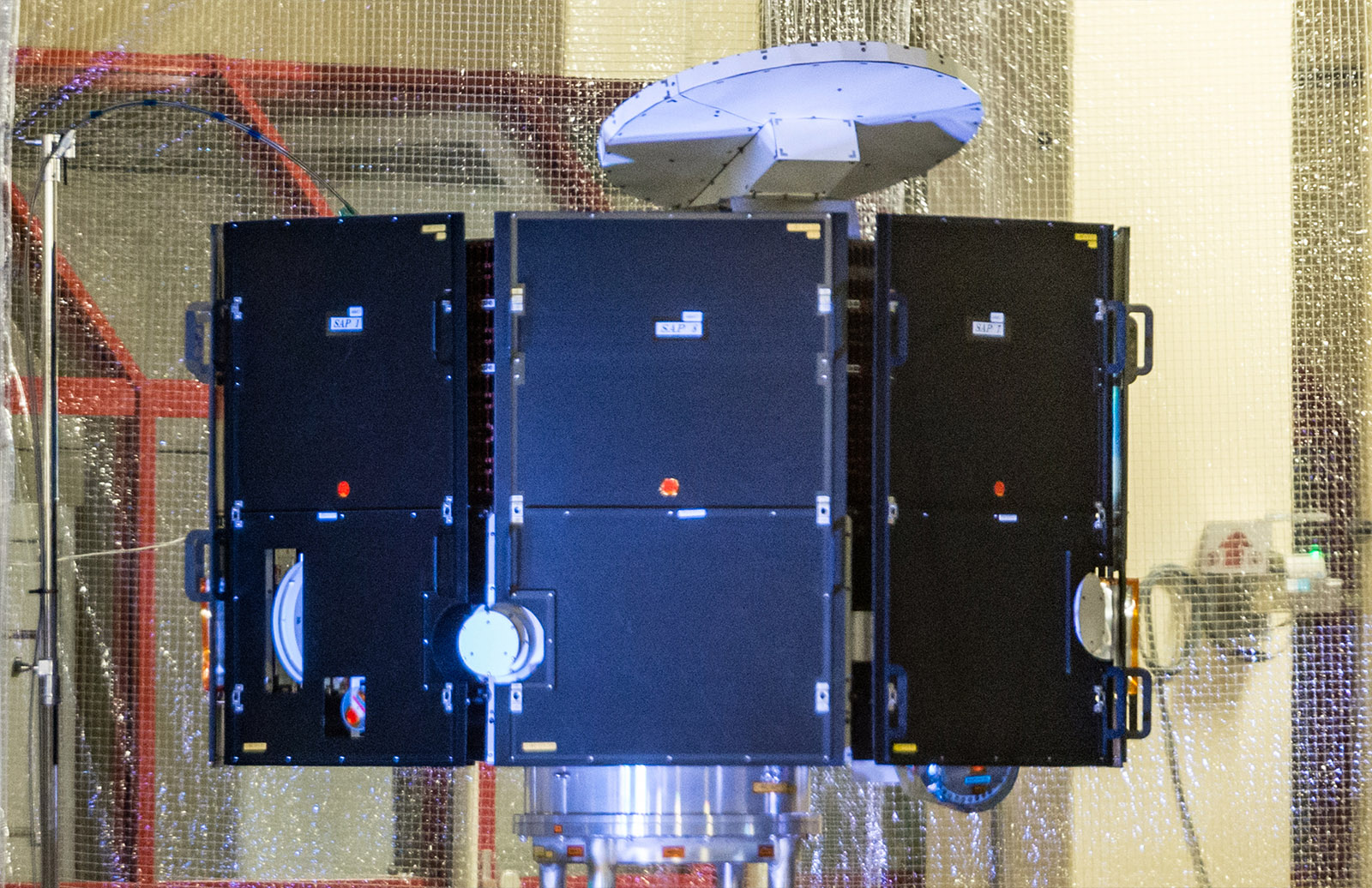
Mio у випробувальній камері перед встановленням

Mio, або Mercury Magnetospheric Orbiter (MMO), побудований у Японії, має форму короткої октагональної призми 180 см у довжину і 90 см у висоту. Загальна маса — 285 кг, зокрема, 45 кг наукового обладнання.
Mio має обертатися довкола екватора Меркурія зі швидкістю 15 обертів за хвилину[відсутнє в джерелі] й вийде на високоеліптичну полярну орбіту (400 км на 12 000 км) ззовні орбіти MPO. Верхня й нижня частини апарата мають радіатори з ребрами для регулювання температури. Сторони вкриті сонячними панелями, які здатні генерувати 90 Вт енергії. Зв'язок здійснюватиметься за допомогою 0,8-метрової X-діапазонної посиленої антени і двох антен середньої потужності також Х-діапазону. Обладнання забезпечуватиме передачу даних зі швидкістю 160 Гб/рік (5 кб/с). Рушійна установка й маневрові системи апарата засновані на тязі холодного газу. Після виходу на орбіту Меркурія Mio має керуватись із Sagamihara Space Operation Center, використовуючи Космічний центр далекого зв'язку Усуда із 64-метровою антеною, розташованою в префектурі Наґано.
Mercury Magnetospheric Orbiter назвали Mio 8 червня 2018 року. Японською Mio означає водний шлях для суден і символізує дослідження й розвиток, який досягнуто, а також побажання безпечної подорожі. Космічний апарат дослідить сонячний вітер, що протікає повз і досягає магнітосфери Меркурія, так само як і корабель рухається крізь течії. Назву Mio обрали серед 6494 пропозицій.

#### Наукові інструменти
Має п'ять груп наукових інструментів загальною масою 45 кг:
- MPPE (Mercury Plasma Particle Experiment) — вивчатиме плазму і нейтральні частинки з планети, магнітосфери і міжпланетний сонічний вітер, інструмент складається зі складових: — Mercury Electron Analyzers (MEA1 та MEA2); — Mercury Ion Analyzer (MIA); — Mass Spectrum Analyzer (MSA); — High-Energy Particle instrument for electrons (HEP-ele); — High-Energy Particle instrument for Ions (HEP-ion); — Energetic Neutrals Analyzer (ENA);
- Mercury Magnetometer (MMO-MGF) — вивчатиме магнітне поле Меркурія, магнітосферу і міжпланетний сонячний вітер;
- Plasma Wave Investigation (PWI) — вивчатиме електричне поле, електромагнітні хвилі і радіо хвилі від магнітосфери і сонячного вітру;
- MSASI (Mercury Sodium Atmospheric Spectral Imager)[23] — камера спостереження в променях натрію, розробляється в кооперації Росії та Японії. Головне завдання приладу — визначення причин появи натрію в екзосфері Меркурія;
- Mercury Dust Monitor (MDM) — вивчатиме пил від планети і у міжпланетному просторі.

### Mercury Surface Element
Mercury Surface Element (MSE) був скасований у 2003 році через нестачу коштів. До скасування MSE мав бути невеликим 44 кг спускним апаратом, призначеним для роботи на поверхні Меркурія впродовж тижня. Диск діаметром 0,9 м мав приземлитись під кутом 85° біля термінатору. Маневри двигуна призвели б до нульової швидкості на висоті 120 м, після чого рушійна установка мала від'єднатися й активувати повітряні подушки; модуль мав упасти на поверхню з максимальною швидкістю 30 м/с. Наукові дані мали бути зібрані й надіслані за допомогою крос-дипольної UHF антени до Mio або MPO. Спускний апарат мав нести 7 кг наукового навантаження: спускна і поверхнева камери, рентгенівський спектрометр, магнітометр, сейсмометр, пристрій для проникнення в ґрунт і мікро-ровер.

## Перебіг польоту
Космічний апарат залишив Землю на швидкості, яка перевищувала гіперболічну на 3,475 км/с. Спочатку апарат перебував на орбіті, близькій до орбіти Землі. Після того як станція й Земля здійснили півтора оберти, апарат повернувся до Землі для гравітаційного маневру й змінив напрямок руху для перельоту до Венери. Два обльоти Венери зсунули його перигелій практично до Меркурія, майже не потребуючи тяги. Шість послідовних обльотів Меркурія мають зменшити відносну швидкість до 1,84 км/с. На останніх чотирьох обертах космічний апарат зменшуватиме відносну швидкість щодо Меркурія до моменту, коли Меркурій слабко захопить апарат у своє гравітаційне поле, без виконання окремого маневру виходу на орбіту Меркурія. Це має статися 5 грудня 2025 року. У цей час електрорушійна утановка (MTM) відділиться від орбітального комплексу (MPO) й останній повільно дрейфуватиме у гравітаційному полі Меркурія. Йому буде потрібен один невеликий маневр, щоб вийти на орбіту з апоцентром на відстані 178 000 км. Апарат застосує хімічні двигуни.
27 червня 2022 року BepiColombo вдруге пролетів повз Меркурій на відстані 200 км від його поверхні та зробив низку знімків планети. З 56 фотографій вчені склали відеоролик, на якому видно особливості поверхні планети, а також один із найбільших ударних кратерів у Сонячній системі.
19 червня 2023 року, о 22:34 (за київським часом) космічний апарат BepiColombo здійснив третій проліт повз Меркурій, на відстані 237 км від його поверхні. Головна мета близького прольоту полягала в тому, щоб зменшити свою швидкість (на 0,8 км/с). Щоб вийти на орбіту навколо Меркурія у 2025 році, апарат має виконати ще три таких прольоти: у вересні та грудні 2024 року, а також у січні 2025 року. Після цього апарат вийде на орбіту навколо планети.
Під час перших обльотів Меркурія прилади апарата, що вже працювали, зібрали деякі дані. Наприклад, BepiColombo провів вперше в історії вивчення слабкої магнітосфери Меркурія. Утім, найцінніші дані мають бути зібрані під час основної місії.
4 вересня 2024 року космічний апарат BepiColombo передав на Землю перші зображення південного полюса Меркурія. Знімки вдалося зробити під час завершення четвертого обльоту Меркурія, коли апарат пролетів на рекордно близькій відстані — 165 км від поверхні планети.
1 грудня 2024 року космічний апарат BepiColombo завершив п'ятий гравітаційний маневр біля Меркурія, подолавши відстань до поверхні планети у 48 000 км.
8 січня 2025 року космічний апарат BepiColombo  завершив шостий гравітаційний маневр біля Меркурія. Апарату вдалося пролетіти на відстані ~295 км над нічним боком планети та перетнути "лінію термінатора" що розділяє денну та нічну сторону планети.